# Янушкевич, Александр Витальевич
Александр Витальевич Янушкевич (род. 1976) — белорусский режиссёр и актер театра кукол
В 2001 году, после окончания театрального факультета Белорусской государственной академии искусств по специализации «актёр театра кукол», принят в труппу Государственного театра кукол Республики Беларусь.
В 2010—2014 годах — режиссёр-постановщик Государственного театра кукол Республики Беларусь. В 2011 году окончил театральный факультет Белорусской государственной академии искусств по специализации «режиссура театра кукол». Номинант Российской национальной театральной премии «Золотая маска» «лучшая работа режиссера в театре кукол» («Эдип», Курганский театр кукол «Гулливер» и Творческое объединение «Культпроект», 2014; «Толстая тетрадь», Пермский театр кукол, 2016; «Сад», театр кукол Республики Карелия, 2019; «Повесть временных лет», театр кукол, Тольятти, 2020). Лауреат III Национальной премии Республики Беларусь «за лучшую режиссуру детских спектаклей» в 2014 году.
В 2014—2016 годах — художественный руководитель Пермского театра кукол. Спектакль «Толстая тетрадь» по А. Кристоф, поставленный Александром Янушкевичем в Пермском театре кукол, стал лауреатом Российской национальной театральной премии «Золотая Маска» в номинации «лучший спектакль в театре кукол» в 2016 году.
С 2017 по 2019 гг. — главный режиссёр Брестского областного театра кукол.